# 伊格佐蒂克角
伊格佐蒂克角（英語：Exotic Point），是南極洲的海岬，位於南設得蘭群島的喬治王島，處於菲爾德斯半島西南部，是地理學家灣的南部入口處，現時由南極條約體系管理。